# Cantone di Sisteron
Il Cantone di Sisteron è una divisione amministrativa dell'arrondissement di Forcalquier.
A seguito della riforma approvata con decreto del 24 febbraio 2014, che ha avuto attuazione dopo le elezioni dipartimentali del 2015, è passato da 5 a 15 comuni.

## Composizione
I 5 comuni facenti parte prima della riforma del 2014 erano:
- Authon
- Entrepierres
- Mison
- Saint-Geniez
- Sisteron

Dall'aprile 2015 i comuni appartenenti al cantone sono i seguenti 15:
- Authon
- Bevons
- Châteauneuf-Miravail
- Curel
- Entrepierres
- Mison
- Noyers-sur-Jabron
- Les Omergues
- Peipin
- Saint-Geniez
- Saint-Vincent-sur-Jabron
- Salignac
- Sisteron
- Sourribes
- Valbelle